# Locmalo

Locmalo este o comună în departamentul Morbihan, Franța. În 1 ianuarie 2022 avea o populație de 894 de locuitori.